# Albert Neisser

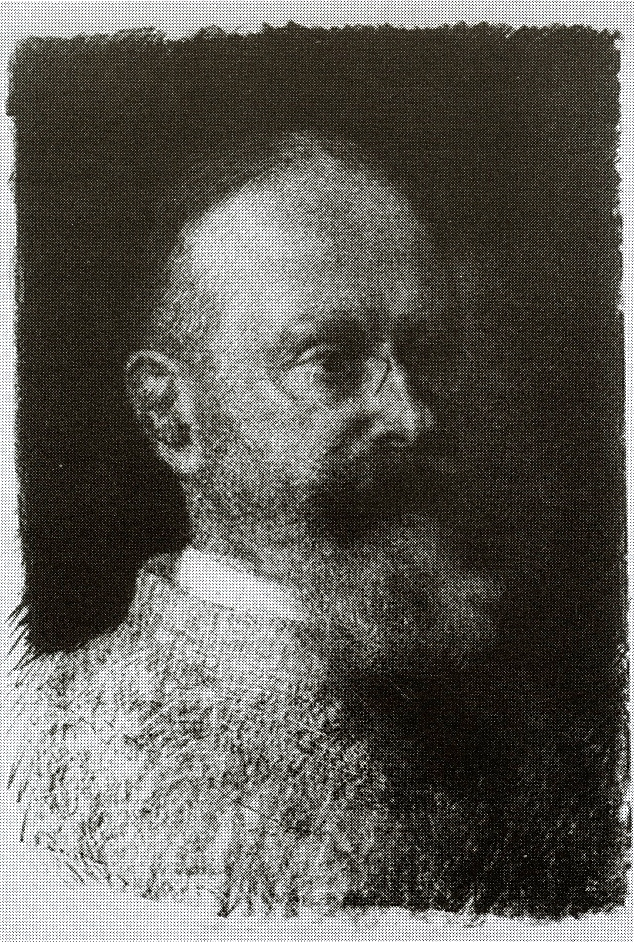
Albert Neisser, 1910

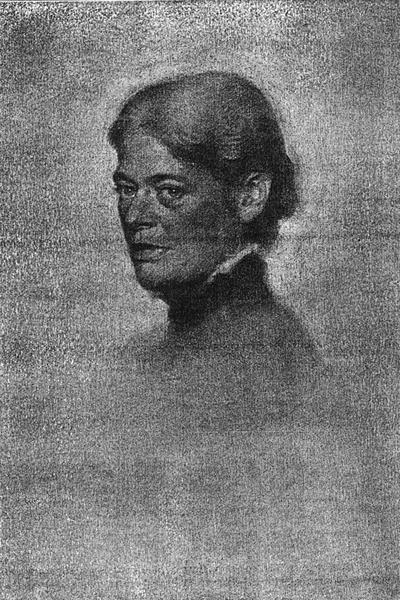
Toni Neisser (Fritz Erler)

Albert Ludwig Sigesmund Neisser (* 22. Januar 1855 in Schweidnitz, Provinz Schlesien; † 30. Juli 1916 in Breslau, Provinz Schlesien) war ein deutscher Dermatologe, Bakteriologe und Sozialhygieniker. Er war Professor der Dermatovenerologie und wurde vor allem bekannt als Entdecker des Erregers der Gonorrhoe.

## Leben
Albert Neisser wurde als Sohn des jüdischen Arztes Moritz Neisser (1820–1896), Geheimer Sanitätsrat in Breslau und Charlottenbrunn, und Louise Kremser(1819–1855), die aus einer Berliner Unternehmerfamilie stammte, geboren. Da seine Mutter starb, bevor er ein Jahr alt war, wurde Neisser von der Stiefmutter aufgezogen. 1883 heiratete Albert Neisser die Philanthropin Toni Kauffmann (1861–1918). Das Ehepaar blieb kinderlos.
Nachdem er die Volksschule in Münsterberg besucht hatte, trat Neisser in das humanistische St.-Maria-Magdalena-Gymnasium in Breslau ein. Hier legte er mit Paul Ehrlich 1872 die Reifeprüfung ab. Im selben Jahr begann er an der Schlesischen Friedrich-Wilhelms-Universität in Breslau mit dem Studium der Medizin. Später war er für ein klinisches Semester an der Universität Erlangen. 1877 legte er sein Staatsexamen ab und wurde in Breslau mit einer Arbeit über die Bandwurmerkrankung zum Dr. med. promoviert. Seine Lehrer waren der Internist Anton Biermer sowie Rudolf Heidenhain, Julius Cohnheim, Carl Weigert und Carl Julius Salomonsen (1847–1924).
Anschließend arbeitete Neisser zwei Jahre als Assistenzarzt an der neu gegründeten Breslauer Hautklinik bei Oskar Simon (1845–1882). Er habilitierte sich 1880 in Leipzig und wurde zum Privatdozenten ernannt. 1882 übernahm er als außerordentlicher Professor die Leitung der Dermatologie in Breslau. 1889 gehörte er mit Joseph Doutrelepont, Moriz Kaposi, Edmund Lesser und Philipp Josef Pick zu den Gründern der Deutschen Dermatologischen Gesellschaft. Die von Neisser geplante neue Dermatologische Klinik in Breslau wurde 1892 eröffnet. 1902 gründete er die Deutsche Gesellschaft zur Bekämpfung der Geschlechtskrankheiten, 1907 erhielt er die o. Professur.
Zu seinen Schülern gehörten Paul Linser und Karl Zieler.
Im Jahr 1879 gelang Neisser die bahnbrechende Entdeckung des Erregers der Gonorrhoe (Tripper), den er mithilfe von Robert Kochs Färbe- und Ausstrichverfahren isolierte und „Micrococcus“ nannte. Von Ehrlich wurde der Erreger später in „Gonococcus“ umbenannt. Heute wird das zu den Neisser-Diplokokken gehörende Bakterium Neisseria gonorrhoeae genannt. Noch im gleichen Jahr ging Neisser auf Forschungsreise nach Norwegen, um dort mehr als 100 Leprafälle zu untersuchen. Mit einer speziellen Färbemethode konnte er den Leprabazillus nachweisen, der 1873 von dem norwegischen Bakteriologen Gerhard Armauer Hansen beobachtet worden war, und eindeutig als krankheitsverursachend identifizieren.
Weitere Arbeitsgebiete waren neben der Syphilis auch Lupus-Erkrankungen, wobei er erstmals auf eine Abgrenzung von tuberkulöser (Lupus vulgaris: Hauttuberkulose) und nicht-tuberkulöser Formen (Lupus pernio) hinwies. Neisser fand zwar nicht die Ursachen der Syphilis, lieferte aber wesentliche Beiträge zum Infektionsmodus durch Versuche mit Affen, die er in Java, damals Batavia in Niederländisch-Indien, zwischen 1905 und 1907 durchgeführt hatte. Als Meilensteine der Syphilisdiagnostik gelten gemeinsame Studien mit August Wassermann und Carl Bruck, die 1906 zur Entwicklung und Einführung einer Nachweisreaktion für Syphilisinfektion im Blutserum führten (Wassermann-Test, Wassermann-Reaktion).
Neisser beschäftigte sich bevorzugt mit Diagnostik, Therapie (Arsphenamin) und Verhütung (Prostituiertenproblem) von Geschlechtskrankheiten, darüber hinaus befasste er sich auch mit anderen Hauterkrankungen (lichenoider Vitiligo, Urtikaria, Hauttumoren, Hautinfektionen, Psoriasis, Hautpilzerkrankungen, Pemphigus, Ekzem).
Neissers Arbeit war international anerkannt, aus seiner Schule ging eine große Zahl bedeutender Dermatologen hervor. Er war Geheimer Medizinalrat, wurde mehrfach mit Orden ausgezeichnet und war Mitglied des Reichsgesundheitsrats (1916). Im Jahr 1886 wurde er zum Mitglied der Leopoldina gewählt. Mit Edmund Lesser und Paul Gerson Unna gehört er zum „Gründungstrio“ der deutschen Dermatologie.

### Menschenversuche zur Syphilisforschung
Albert Neisser dachte über neue gesundheits- und sozialpolitische Strategien zur Bekämpfung von Geschlechtskrankheiten, so vor allem der Syphilis, nach und plädierte für die Ablösung der seiner Meinung nach ineffektiven sittenpolizeilichen Überwachung von Prostituierten durch eine rein medizinische Überwachung. Albert Neisser verursachte einen der ersten deutschen Medizinskandale, indem er 1892 bei einem Menschenversuch Krankenhauspatientinnen mit Syphilis infizierte. Bei diesen Experimenten suchte er – analog zu der von Emil von Behring entwickelten Serumtherapie der Diphtherie – nach einem Serum gegen Syphilis. Zunächst einmal wollte Neisser die Vorfrage klären, ob das Serum syphilitischer Personen für gesunde Menschen unschädlich ist. Zu dem Zeitpunkt war der Erreger noch unbekannt, Neisser ging jedoch von bakteriellen Erregern aus und hielt es deswegen für unproblematisch, zellenfreies Blutserum von Syphilis-Patienten zu injizieren. Dies tat er bei acht Frauen bzw. Mädchen, das jüngste von ihnen zehn Jahre alt. Bei vier Patientinnen trat später Syphilis auf. Neisser selbst ging davon aus, dass sie – weil es sich um junge Prostituierte gehandelt habe – sich die Infektion infolge Prostitution zugezogen hatten.
Der Skandal wurde durch einen Artikel des späteren Friedensnobelpreisträgers Ludwig Quidde ausgelöst, der auch in der Antivivisektionisten-Bewegung aktiv war. Im Preußischen Abgeordnetenhaus wurden Neissers Experimente diskutiert und scharf verurteilt. Das führte einerseits dazu, dass sich Wissenschaftler mit Neisser solidarisierten und für ihn Unterschriften sammelten, andererseits zu einem Prozess gegen Neisser. Eine auch öffentlich geführte Debatte über ethisches Verhalten und Klinik und Labor fand daraufhin insbesondere zwischen 1898 und 1901 statt. Als besonders problematisch wurde empfunden, dass Neisser auch an unmündigen Kindern experimentiert hatte, ohne die Erlaubnis der Eltern einzuholen. In dem Prozess vertrat der Göttinger Strafrechtler Carl Ludwig von Bar als Gutachter die Ansicht, Forschungsexperimente ohne rechtswirksame Zustimmung der Versuchspersonen seien strafbar. Am 29. Dezember 1900 wurde Neisser eines Dienstvergehens für schuldig befunden, da er „zur Heilung aufgenommene Personen mit Blutserum syphilitischer Personen geimpft hat oder hat impfen lassen, ohne sich der Zustimmung dieser Personen oder ihrer gesetzlichen Vertreter versichert zu haben“. Am selben Tag wies das Preußische Ministerium der geistlichen, Unterrichts- und Medizinalangelegenheiten die Vorsteher der Kliniken, Polikliniken und sonstigen Krankenanstalten an, Menschenversuche nur noch nach eingehender Belehrung und ausdrücklicher Einwilligung der Probanden zuzulassen. Versuche an Minderjährigen wurden vollständig verboten.

### Expeditionen nach Java
Neisser unternahm zwei Forschungsreisen nach Java und hielt sich jeweils für mehrere Monate in Batavia auf, das zu dieser Zeit unter niederländischer Kolonialverwaltung stand. Ziel seiner Reisen in die niederländische Kolonie war die Erforschung der Übertragbarkeit der Syphilis und die Beobachtung des Krankheitsverlauf, wofür er an mehreren hundert Orang-Utans experimentierte. Die erste Expedition in den Jahren 1904 und 1905 fand zeitgleich zu einer Java-Reise des Psychiaters Emil Kraepelin statt, der ebenfalls an der Syphilis forschte, indem er Patienten der Irrenanstalt Buitenzorg untersuchte. Bei der zweiten Expedition in den Jahren 1906 und 1907 wurde Neisser von seinem Assistenten Carl Bruck begleitet. Neisser publizierte seine Ergebnisse in einem ausführlichen Bericht im Jahr 1911. Zu dieser Zeit waren seine Erkenntnisse allerdings bereits in vielen Aspekten überholt.

### Kunstsammler und Mäzen

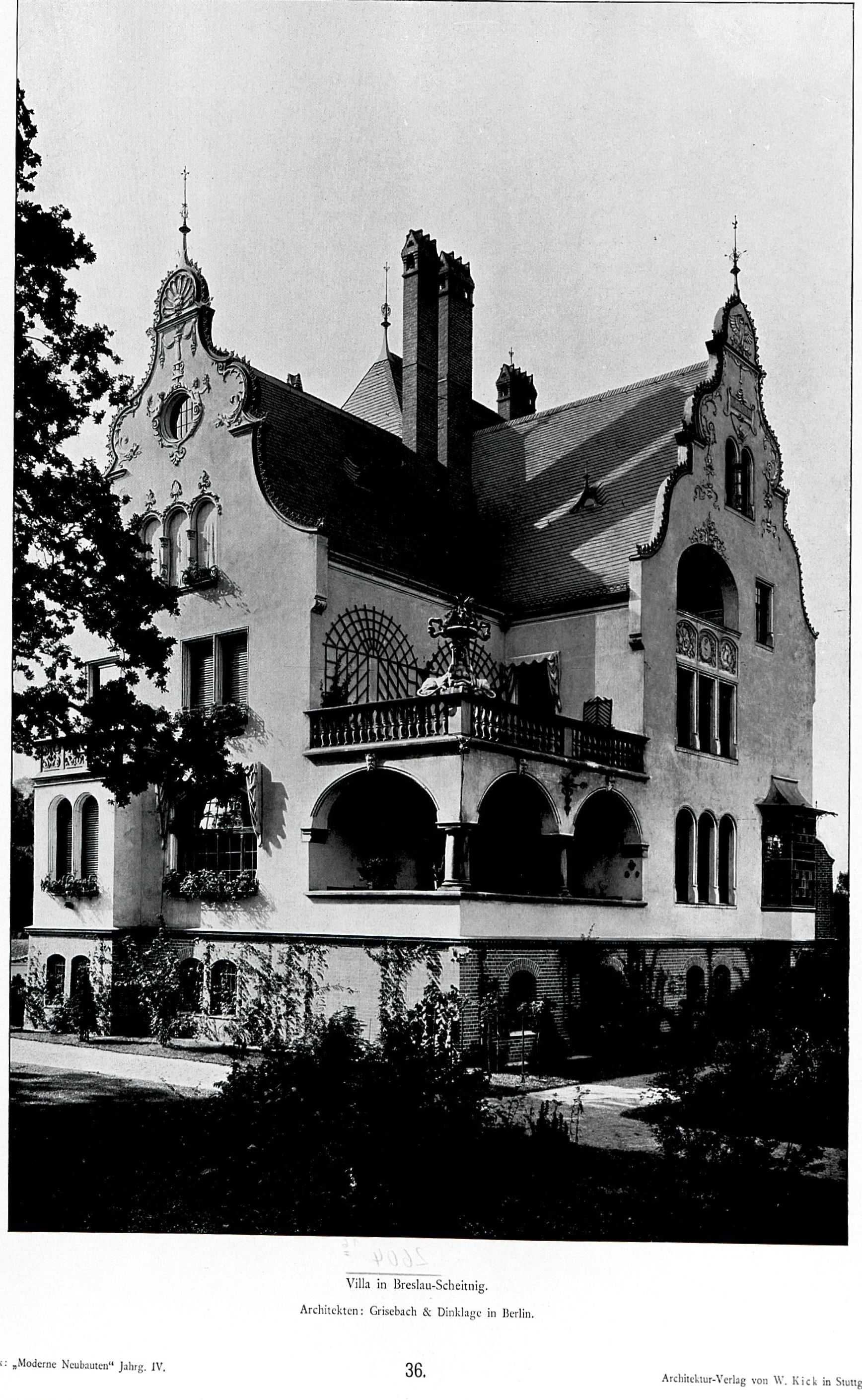
Villa Neisser, Architekt Grisebach

Neisser und seine Frau Toni waren Kunstliebhaber und Mäzene. Die Villa Neisser war reich mit Kunstschätzen ausgestattet und ein kulturelles Zentrum der Stadt Breslau. Zum Freundeskreis des Ehepaars zählten der Architekt Hans Poelzig, der Bildhauer Theodor von Gosen, die Komponisten Gustav Mahler und Richard Strauss, der Schriftsteller und spätere Nobelpreisträger Gerhart Hauptmann sowie der Maler Eugen Spiro. In der Villa befanden sich zahlreiche Kunstwerke der Künstler Fritz und Erich Erler, unter ihnen auch die Porträts der Eheleute Toni und Albert Neisser und berühmter Gäste der Villa. Zu der Sammlung zählten auch Bilder von Giovanni Segantini (Mittagszeit in den Alpen), Arnold Böcklin (Triptychon Venus Genetrix), Oswald Achenbach, Hans Thoma, Frijts Thaulow, Eugen Spiro, und Kunstwerke von Constantin Meunier, Franz Stuck, Ignatius Taschner und Theodor von Gosen.

## Veröffentlichungen

### Artikel
- Über eine der Gonorrhoe eigenthümliche Micrococcenform. In: Centralblatt für die Medizinische Wissenschaft. Jg. 28 (1879), S. 497–500.
- Über die Aetiologie des Aussatzes. In: Jahresbericht der Schlesischen Gesellschaft für vaterländische Cultur. Bd. 57 (1880), S. 65–70.
- Die Mikrokokken der Gonorrhoe. In: Deutsche Medizinische Wochenschrift. (DMW), Jg. 8 (1882), S. 279–283, ISSN 0012-0472.
- Die chronischen Infektionskrankheiten der Haut. In: Heinrich Auspitz, Victor Babeș (Hrsg.): Handbuch der Hautkrankheiten. Bd. 1. Vogel Verlag, Leipzig 1883, S. 560–723. (Handbuch der speciellen Pathologie und Therapie, Bd. 14)
- mit Janicke: Exitus letalis nach Erysipelimpfung bei inoperablem Mamma-carcinom und mikroskopischem Befund des geimpften Carcinoms. In: Chirurgie. Band 25, 1884, S. 401 ff.
- Über die Mängel der zur Zeit üblichen Prostituiertenuntersuchungen. In: Deutsche Medizinische Wochenschrift. (DMW), Jg. 16 (1890), S. 834–837, ISSN 0012-0472.
- Pathologie des Ekzems. In: Archiv für Dermatologie und Syphilis/Supplement. Bd. 1 (1892), S. 116–161.
- Meine Versuche zur Übertragung der Syphilis auf Affen. In: Deutsche Medizinische Wochenschrift. (DMW), Jg. 30 (1904), S. 1369–1373, ISSN 0012-0472.
- Weitere Mitteilungen über den Nachweis spezifischer luetischer Substanzen durch Komplementverankerung. In: Zeitschrift für Hygiene und Infektionskrankheiten. Bd. 55 (1906) S. 451–477, ISSN 0340-1782 (zusammen mit August von Wassermann, Carl Bruck und A. Schlucht).
- Ueber das neue Ehrlichsche Mittel. Offener Brief an den Herausgeber. In: Deutsche Medizinische Wochenschrift. Band 36, 1910, S. 1212 f.
- Bericht über die unter finanzieller Beihilfe des Deutschen Reiches während der Jahre 1905–1909 in Batavia und Breslau ausgeführten Arbeiten zur Erforschung der Syphilis. In: Arbeiten aus dem Kaiserlichen Gesundheitsamt (Beihefte zu den Veröffentlichungen des Kaiserlichen Gesundheitsamtes). Band 37, Berlin 1911.
- Ist es wirklich ganz unmöglich, die Prostitution gesundheitlich unschädlich zu machen? In: Deutsche Medizinische Wochenschrift. Band 42, 1915, S. 1385–1388.
- Über das Arsenophenylglyzin und seine Verwendung bei der Syphilisbehandlung. In: Arch. Dermatol. Syph. Band 121, 1916, S. 576–612.

### Monographien
- Die Echinococcen-Krankheit. Breslau : Bernstein Verlag 1877 (Habilitationsschrift) Digitalisat auf Hathitrust, Digitalisat auf Internet Archive
- Die chronischen Infectionskrankheiten der Haut. In: Handbuch der Hautkrankheiten (Ziemssens Handbuch der Speciellen Pathologie und Therapie Bd. 14, 1. Hälfte; S. 553–723). Leipzig : Vogel 1883 Digitalisat auf Internet Archive
- Albert Neisser (Hg). Verhandlungen der Deutschen Dermatologischen Gesellschaft : vierter Congress. Wien & Leipzig : Braumüller 1894 Digitalisat auf Internet Archive
- Die experimentelle Syphilisforschung nach ihrem gegenwärtigen Stande. (Sonderabdruck aus den Verhandlungen der Deutschen Dermatologischen Gesellschaft) Berlin : Springer 1906 Digitalisat auf Internet Archive
- Über die Bedeutung der Lupuskrankheit und die Notwendigkeit ihrer Bekämpfung. Leipzig : Klinkhardt Verlag 1908
- Ikonographia dermatologica : Atlas seltener, neuer und diagnostisch unklarer Hautkrankheiten / Atlas des maladies rares de la peau. An atlas of new and rare skin diseases / Tabulae selectae adjuvantibus de Amicis … [et al.]. Editae a Albert Neisser, Eduard Jacobi (Eduard Jacobi 1862–1915). Berlin : Urban & Schwarzenberg 1910–1914(?)
  - Fasc. 1–6 in einem Band (Tab. 1–51) Digitalisat auf Internet Archive
  - Fasc. 1, Tab. 1–8 (1906) Digitalisat auf Internet Archive
  - Fasc. 2, Tab. 9–16 (1907) Digitalisat auf Internet Archive
  - Fasc. 3, Tab. 17–26 (1908) Digitalisat auf Internet Archive
  - Fasc. 6, Tab. 44–51 (1912) angebunden an 7.1914
  - Fasc. 7, Tab. 52–59 (1914) + angeb. Fasc. 6, Tab. 44–51 (1912) Digitalisat auf Internet Archive
- Bericht über die unter finanzieller Beihilfe des Deutschen Reiches während der Jahre 1905–1909 in Batavia und Breslau ausgeführten Arbeiten zur Erforschung der Syphilis. Berlin : Springer 1911 [albert-neisser.-bericht-reich-syphilis Digitalisat auf Internet Archive]
- Albert Neisser (Hg). Beiträge zur Pathologie und Therapie der Syphilis. Berlin : Springer 1911 Digitalisat auf Internet Archive, Digitalisat auf Internet Archive
- Syphilis und Salvarsan. Berlin : Springer 1913
- Der Krieg und die Geschlechtskrankheiten. Stuttgart und Berlin : Deutsche Verlags-Anstalt 1915 [albert-neisser.-der-krieg-und-die-geschlechtskrankheiten-der-deutsche-krieg-heft-54.1915 Digitalisat auf Internet Archive]
- Die Geschlechtskrankheiten und ihre Bekämpfung. Vorschläge und Forderungen für Ärzte, Juristen und Soziologen. Verlag VDM Müller, Saarbrücken 2007, ISBN 978-3-8364-0948-3 (Nachdr. d. Ausg. Berlin 1916).